# Haus Jordan
Haus Jordan, auch Villa Jordan, liegt im Stadtteil Oberlößnitz der sächsischen Stadt Radebeul, in der Weinbergstraße 26/26b/c. Zu dem historischen Anwesen gehört auch das heute unter der Hausnummern 24 geführte, ebenfalls denkmalgeschützte, Nebengebäude. Das Gebäude ist nach der Bauherrin Minna Adolphine von Jordan benannt.

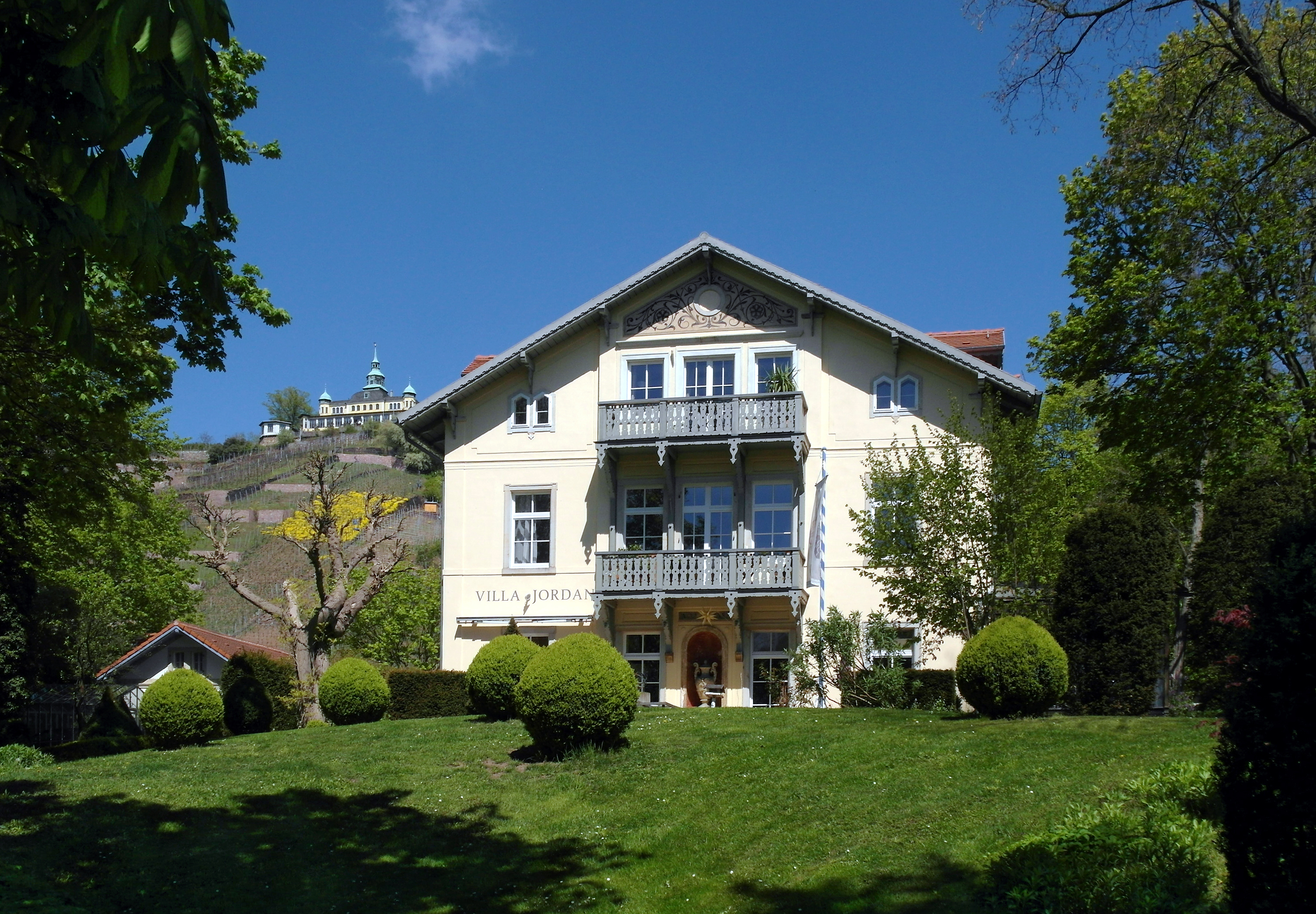
Haus Jordan, links das Nebengebäude. Links oben das Spitzhaus

Als Haus Hedemus stand das Gebäude bereits zu DDR-Zeiten unter Denkmalschutz. Haus und Garten liegen im Denkmalschutzgebiet Historische Weinberglandschaft Radebeul.

## Beschreibung

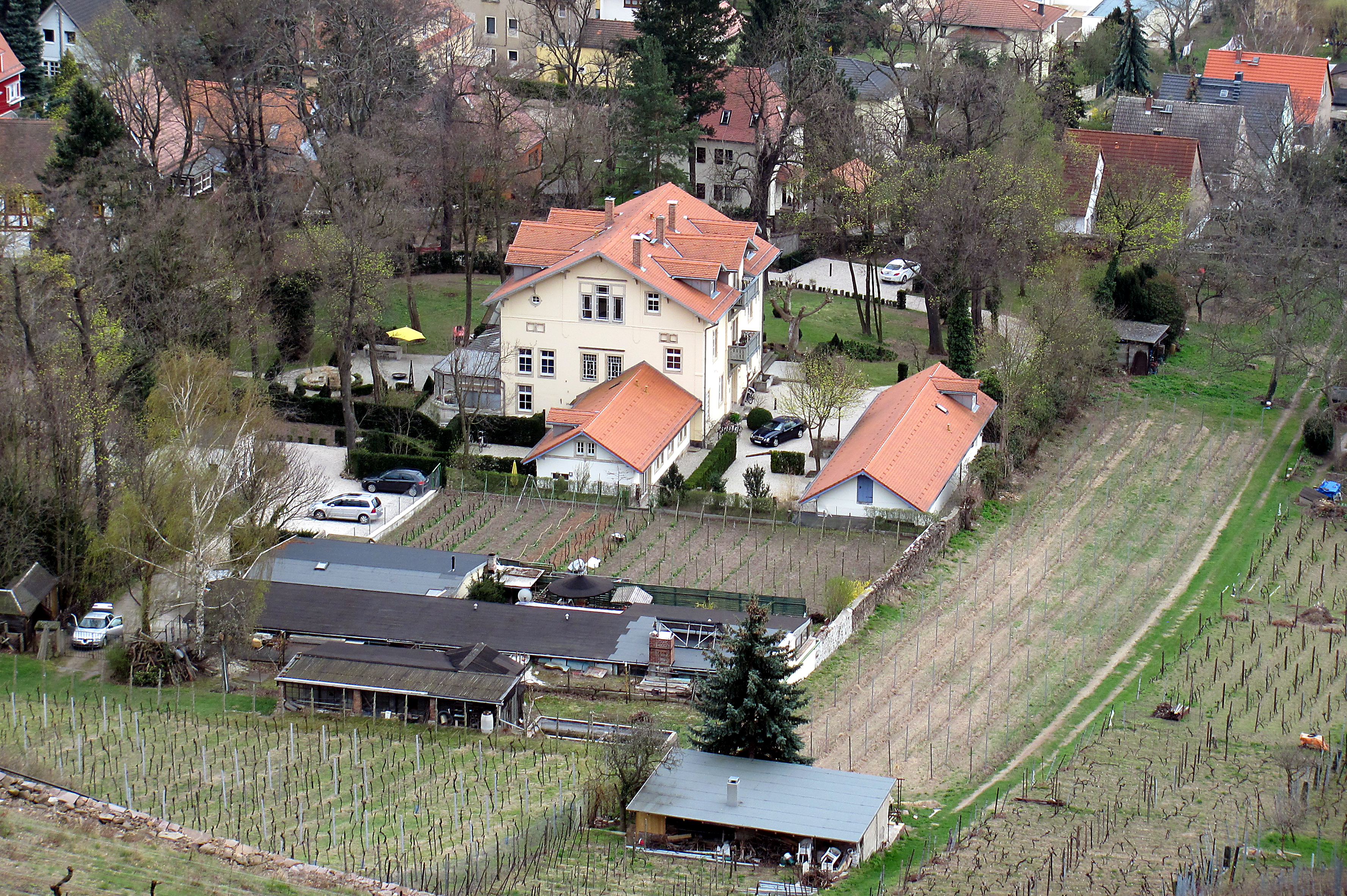
Haus Jordan mit Resten der historischen Gartenanlage, Blick vom Spitzhaus

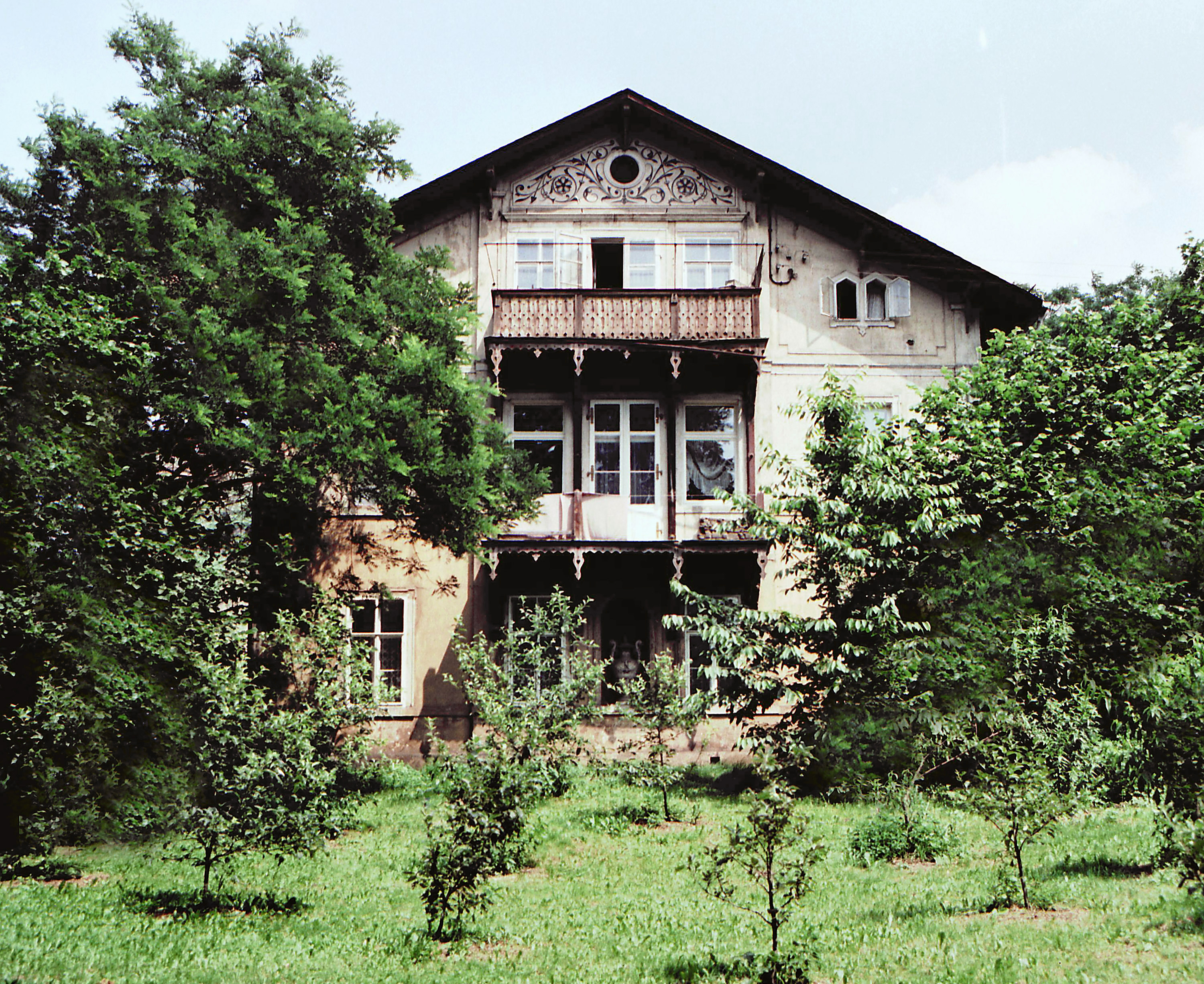
Haus Jordan, Zustand 1987

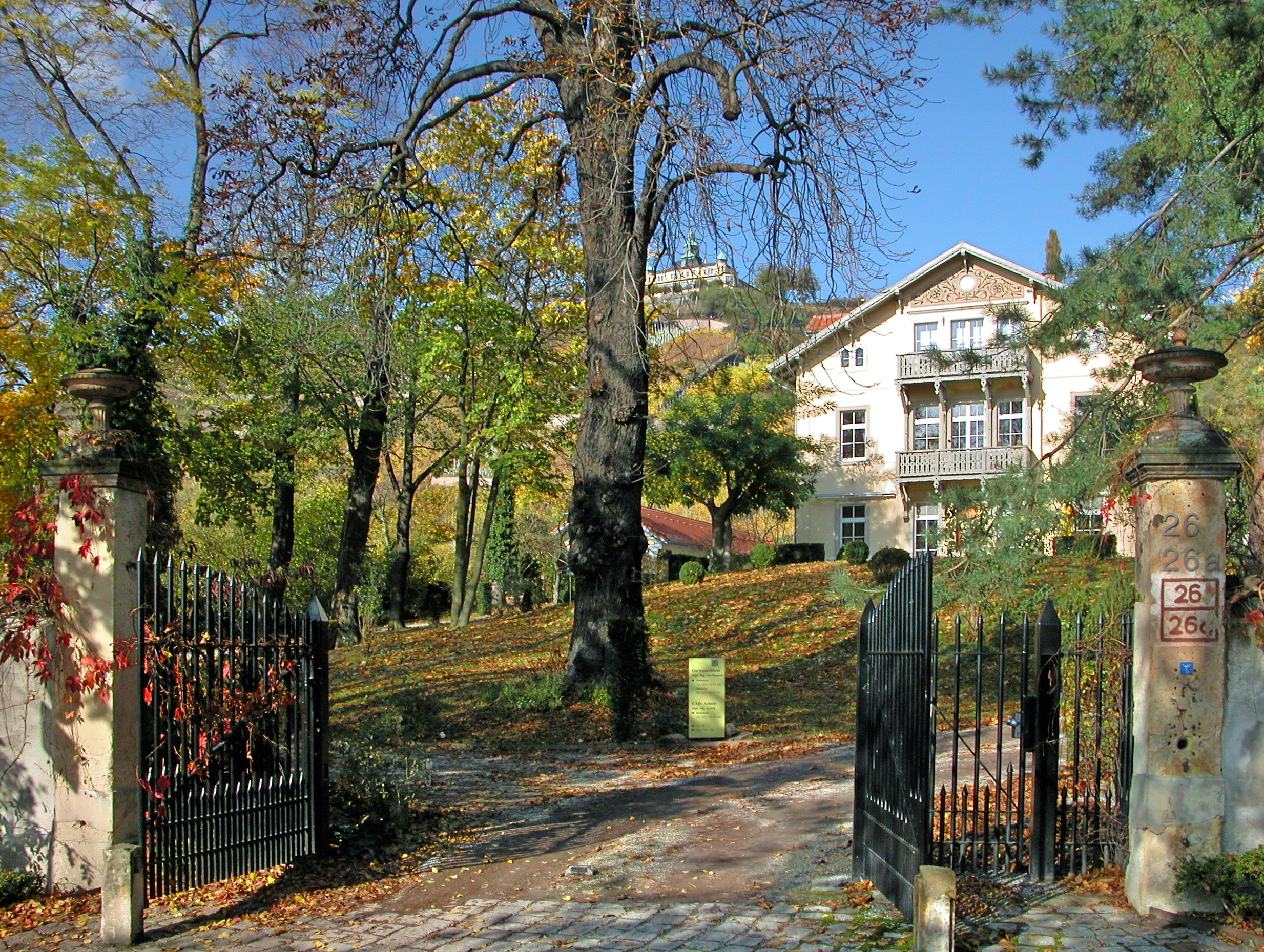
Hinter dem Einfahrtstor beginnen die Reste historischer Gartengestaltung.

Die zweigeschossige, mitsamt Park, Einfriedung und Toreinfahrt unter Denkmalschutz stehende Villa im Schweizerstil, als schönes Beispiel dieser Stilrichtung auch im Dehio aufgeführt, steht mit ihrem Nebengebäude giebelständig in Richtung Straße mitten in einem weitläufigen, parkartigen Garten. Auf einem Kniestock liegt ein flaches Satteldach mit Sparrengiebeln und Drempelmalerei, das Dachgeschoss darunter ist ausgebaut. In den Längsseiten des Gebäudes befinden sich lediglich flach hervortretende Mittelrisalite, deren Giebel zweiachsige Dachaufbauten haben. Auf der Westseite befindet sich ein Balkon im Risalit.
Auf der südlichen Giebelseite befinden sich ebenfalls Balkons, in einer Fassadennische darunter steht eine Vase in Kraterform mit Schlangenhenkeln. Das verputzte Gebäude ist im Giebel und im Kniestock durch ornamentale Bemalungen verziert.
Vor der nördlichen Giebelseite steht ein eingeschossiger Wirtschaftsanbau mit Satteldach (Nr. 26b). Westlich davon steht ein eingeschossiges Nebengebäude ebenfalls mit Satteldach (Nr. 24).
Die Reste des historischen Blumengartens mit einem Rundbecken mit darin stehendem Schalenbrunnen gelten als Werk der Landschafts- und Gartengestaltung (Gartendenkmal).

## Geschichte

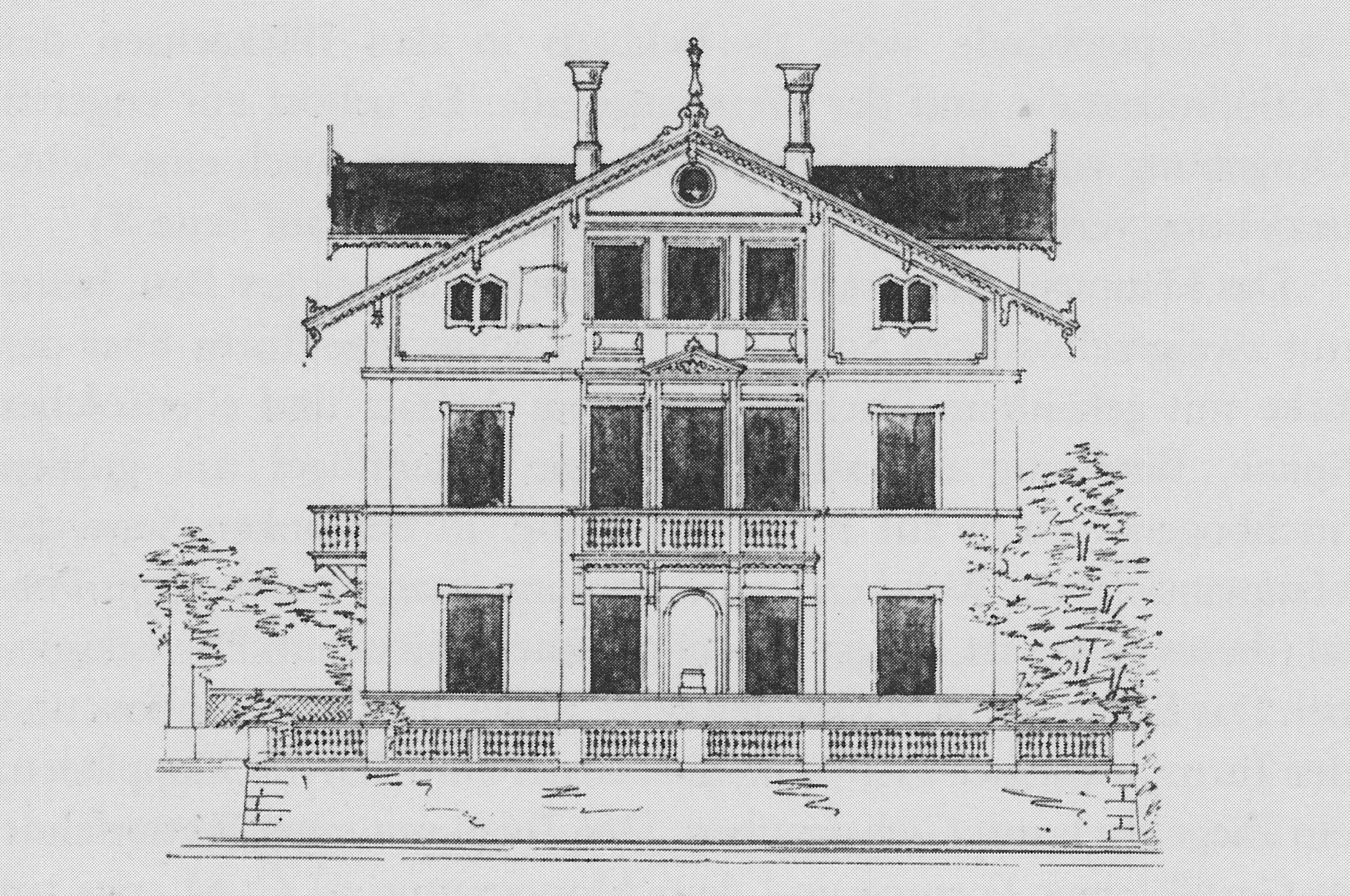
Haus Jordan, Bauzeichnung 1866

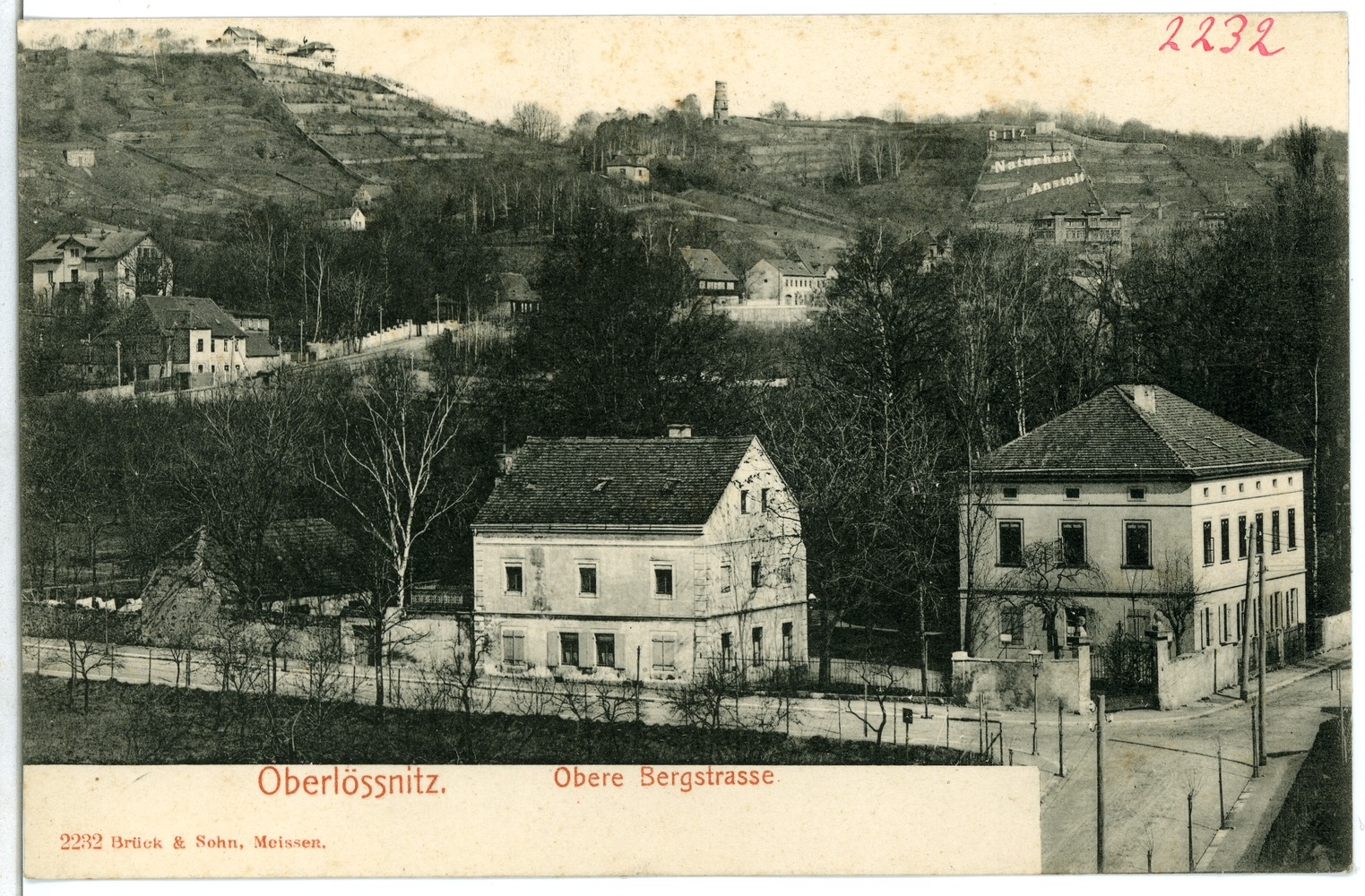
Haus Jordan links im Bild hinter dem Retzschgut, darüber die Wilhelmshöhe. Im Vordergrund Haus Leonhardt. In der Bildmitte Haus Lorenz, Haus Hermannsberg, Haus in der Sonne, Villa Oswald Haenel, Bilz-Sanatorium mit dem Mäuseturm (1901)

Im Jahr 1866 ließ die Grundstücksbesitzerin Minna Adolphine von Jordan die „hart an der Bergstraße gelegen[en]“ Gebäude wegen „ihrer Unzweckmäßigkeit und Baufälligkeit“ abreißen. Anschließend bauten ihr die Gebrüder Ziller bis Anfang 1867 mitten im Anwesen eine Villa im Schweizerstil nebst Nebengebäuden.
Die Gebrüder Ziller errichteten 1884 an der östlichen Traufseite eine Veranda. 1911 wurde dort die restliche Erdgeschosswand mit einem Glashaus versehen.
Nach der Wende wurden die Bauten denkmalgerecht wiederhergestellt.